# Xã Jadis, Quận Roseau, Minnesota
Xã Jadis (tiếng Anh: Jadis Township) là một xã thuộc quận Roseau, tiểu bang Minnesota, Hoa Kỳ. Năm 2010, dân số của xã này là 568 người.